# Стубно (гміна)
Гміна Стубно ( Gmina Stubno) — сільська гміна у східній Польщі. Належить до Перемишльського повіту Підкарпатського воєводства.
Станом на 31 грудня 2011 у гміні проживало 4095 осіб.

## Площа
Згідно з даними за 2007 рік площа гміни становила 89.12 км², у тому числі:
- орні землі: 73.00%
- ліси: 10.00%

Площа гміни становить 7.34% площі повіту.

## Населення
Станом на 31 грудня 2011:
| Опис     | Загалом | Загалом | Чоловіки | Чоловіки | Жінки | Жінки |
| -------- | ------- | ------- | -------- | -------- | ----- | ----- |
| одиниця  | осіб    | %       | осіб     | %        | осіб  | %     |
| все      | 4095    | 100     | 2037     | 49.74    | 2058  | 50.26 |
| міське   | 0       | 100     | 0        |          | 0     |       |
| сільське | 4095    | 100     | 2037     | 49.74    | 2058  | 50.26 |

## Солтиства
Барич, Гає, Грушовіце, Кальників, Накло, Стажава, Стубєнко і Стубно.

## Інші поселення
Генся Воля, Загроблє, Закосьцєлє, Колонія (Стубно), Ковалікі, Новостави, Погожелєц, Пжигон, Халупки Дусівські, Черемошня

## Історія
Об'єднана сільська гміна Стубно Перемишльського повіту Львівського воєводства утворена 1 серпня 1934 р. внаслідок об'єднання дотогочасних (збережених від Австро-Угорщини) громад сіл (гмін): Барич, Буців, Халупки Дусівські, Дусівці, Накло, Польська Маринка, Поздяч, Склад Сільний, Стібенець, Стібно, Торки, Валява.
1939 року територія гміни включена до складу УРСР, увійшла до Медиківського району Дрогобицької області. Західна частина району 1948 року була приєднана до Польщі, а село Буців залишилось у складі СРСР.

## Сусідні гміни
Гміна Стубно межує з такими гмінами: Журавиця, Медика, Орли, Радимно.